# Strangers (canción de Seven Lions y Myon & Shane 54)
«Strangers» es una canción del productor estadounidense Seven Lions y el dúo húngaro de música electrónica Myon & Shane 54 que cuenta con la voz de la cantautora sueca Tove Lo. El sello discográfico estadounidense Republic Records publicó la canción como parte de la banda sonora de Cazadores de sombras: Ciudad de hueso el 20 de agosto de 2013. El sello discográfico estadounidense Casablanca Records la lanzó como single el 11 de octubre de 2013. La canción es el cuarto tema del EP de 2014 de Seven Lions, Worlds Apart.

## Recepción y lanzamiento
Billboard calificó la canción como «un brillante y veloz tour-de-EDM-force con un toque de fantasía etérea que debe una sensación de agitación a partes iguales a Scary Monsters and Nice Sprites y a angustiosos sueños adolescentes». Vice calificó la reedición de 2014 como «más épica y exuberante» que la original. Complex utilizó el término «trancestep» para describir la canción, destacando su mezcla de dubstep, trance y electro house, finalizando su crítica escribiendo que la canción «es un brebaje emotivo que no solo te deja inspirado, sino que te transporta a un nuevo mundo».
Strangers ocupó el noveno puesto en el Top 25 Dance Records de 2013 de BuzzFeed. En 2016, la canción fue incluida en la lista de las 59 canciones EDM más felices de EDM Sauce.
El 20 de agosto de 2013, la canción fue lanzada como descarga digital en tiendas digitales internacionales a través de Republic Records y Casablanca Records, además de ser lanzada a través de varios servicios de streaming de música.

## Posición en listas
| Listas (2013-2014)                      | Posición más alta |
| --------------------------------------- | ----------------- |
| Estados Unidos (Dance/Electronic Songs) | 30                |